# Monewden
Monewden – wieś w Anglii, w hrabstwie Suffolk, w dystrykcie East Suffolk. Leży 16 km na północny wschód od miasta Ipswich i 122 km na północny wschód od Londynu.